# Frederic Murray
Frederic Seymour « Fred » Murray surnommé « Feg » (né le 15 mai 1894 à San Francisco et décédé le 16 juillet 1973 à Monterey) est un athlète américain spécialiste du 110 mètres haies. Affilié au New York Athletic Club, il mesurait 1,80 m pour 66 kg.

## Biographie

### Palmarès
| Date | Compétition           | Lieu   | Résultat | Performance |
| ---- | --------------------- | ------ | -------- | ----------- |
| 1920 | Jeux olympiques d'été | Anvers | 3e       | 15 s 1      |

### Records
| Épreuve          | Performance | Lieu | Date |
| ---------------- | ----------- | ---- | ---- |
| 110 mètres haies | 15 s 0      |      | 1916 |